# Andrena laticeps
Andrena laticeps är en biart som beskrevs av Morawitz 1877. Andrena laticeps ingår i släktet sandbin, och familjen grävbin. Inga underarter finns listade i Catalogue of Life.